# Доња Обријеж
Доња Обријеж је насељено место у саставу града Пакраца, у западној Славонији, Република Хрватска.

## Становништво
На попису становништва 2011. године, Доња Обријеж је имала 235 становника.

## Попис1991.
На попису становништва 1991. године, насељено место Доња Обријеж је имало 321 становника, следећег националног састава:
| Попис 1991.‍ | Попис 1991.‍ | Попис 1991.‍ | Попис 1991.‍ | Попис 1991.‍ |
| ----------- | ----------- | ----------- | ----------- | ----------- |
|             |             |             |             |             |
| Хрвати      | Хрвати      |             | 224         | 69,78%      |
| Италијани   | Италијани   |             | 76          | 23,67%      |
| Мађари      | Мађари      |             | 5           | 1,55%       |
| Чеси        | Чеси        |             | 4           | 1,24%       |
| Југословени | Југословени |             | 2           | 0,62%       |
| Словаци     | Словаци     |             | 2           | 0,62%       |
| Срби        | Срби        |             | 2           | 0,62%       |
| непознато   | непознато   |             | 6           | 1,86%       |
| укупно: 321 |             |             |             |             |